# Geoffrey Rudolph Elton
Sir Geoffrey Rudolph Elton (FBA; nato Gottfried Rudolf Otto Ehrenberg; Tubinga, 17 agosto 1921 – 4 dicembre 1994) è stato uno storico britannico di origine tedesca, specializzato nel periodo Tudor. 
Ha insegnato al Clare College dell'Università di Cambridge.

## Biografia
Ehrenberg (Elton) è nato a Tubinga, nella Repubblica di Weimar. I suoi genitori erano gli studiosi ebrei Victor Leopold Ehrenberg ed Eva Dorothea Sommer. Nel 1929, gli Ehrenberg si trasferirono a Praga, in Cecoslovacchia. Nel febbraio 1939, gli Ehrenberg fuggirono in Gran Bretagna. Ehrenberg continuò i suoi studi alla Rydal School , una scuola metodista nel Galles del nord, a partire dal 1939. Dopo solo due anni, Ehrenberg lavorava come insegnante alla Rydal e ottenne la posizione di assistente del maestro in matematica, storia e tedesco.
Lì seguì corsi per corrispondenza presso l'Università di Londra e si laureò in Storia antica nel 1943. Ehrenberg si arruolò nell'Esercito Britannico nel 1943. Prestò servizio nel Intelligence Corps e nell'East Surrey Regiment, in servizio con l'Ottava Armata in Italia dal 1944 al 1946 e raggiungendo il grado di Sergente. Durante questo periodo, Ehrenberg ha anglicizzato il suo nome in Geoffrey Rudolph Elton. Dopo il congedo dall'esercito, Elton studiò Storia Moderna presso lo University College di Londra, laureandosi con un dottorato di ricerca nel 1949.
Sotto la supervisione di Sir John Ernest Neale, Elton ottenne un dottorato di ricerca per la sua tesi (Thomas Cromwell, Aspects of his Administrative Work), in cui Elton sviluppò per la prima volta le idee che avrebbe perseguito per il resto della sua vita. Elton fu naturalizzato come suddito britannico nel settembre 1947.

## Carriera
Elton ha insegnato all'Università di Glasgow e dal 1949 al Clare College di Cambridge ed è stato il Regius Professor of Modern History dal 1983 al 1988. Tra gli alunni c'erano John Guy, Diarmaid MacCulloch, Susan Brigden e David Starkey. Ha lavorato presso la British Academy dal 1981 al 1990 ed è stato presidente della Royal Historical Society dal 1972 al 1976. Elton è stato nominato Knight Bachelor nel 1986.

### La rivoluzione dei Tudor nel governo
Elton si è concentrato principalmente sulla vita di Enrico VIII, ma anche dato un contributo significativo allo studio su Elisabetta I. Elton era famoso soprattutto per aver sostenuto nel suo libro del 1953 The Tudor Revolution in Government che Thomas Cromwell era l'autore del governo moderno e burocratico che ha sostituito il governo medievale basato sulle famiglie. Fino agli anni '50, gli storici avevano minimizzato il ruolo di Cromwell definendolo poco più che l'agente del dispotico Enrico VIII. Elton, tuttavia, fece di Cromwell la figura centrale nella rivoluzione dei Tudor al governo. Elton ha ritratto Cromwell come il genio che presiede, molto più del re, nel gestire la rottura con Roma e le leggi e le procedure amministrative che hanno reso così importante la Riforma inglese. Secondo Elton, Cromwell era responsabile della traduzione della supremazia reale in termini parlamentari, creando nuovi potenti organi di governo per prendere in carico le terre della chiesa e rimuovendo completamente le caratteristiche medievali del governo centrale.
Quel cambiamento avvenne negli anni Trenta del Cinquecento e deve essere considerato come parte di una rivoluzione pianificata. In sostanza, Elton stava sostenendo che prima di Cromwell, il regno poteva essere visto come la proprietà privata del re in gran parte e che la maggior parte dell'amministrazione era fatta dai domestici del re piuttosto che da uffici statali separati. Cromwell, primo ministro di Henry dal 1532 al 1540, introdusse nell'amministrazione delle riforme che delimitavano la famiglia del re dallo stato e crearono un moderno governo burocratico. Cromwell ha fatto brillare la luce dei Tudor negli angoli più bui del Regno e ha modificato radicalmente il ruolo del Parlamento e la competenza dello Statuto. Elton sosteneva che, progettando tali riforme, Cromwell pose le basi della futura stabilità e del successo dell'Inghilterra.
La sua tesi è stata ampiamente contestata da storici più recenti e non può più essere considerata un'ortodossia, ma il suo contributo al dibattito ha profondamente influenzato la successiva discussione sul periodo Tudor e sul ruolo di Cromwell.

## Idee politiche e prospettiva storica
Elton era un convinto ammiratore di Margaret Thatcher e Winston Churchill. Era anche un feroce critico degli storici marxisti, che secondo lui presentavano interpretazioni del passato seriamente imperfette. In particolare, Elton era contrario all'idea che la Guerra civile inglese fosse stata causata da cambiamenti socioeconomici nel XVI e XVII secolo, sostenendo invece che fosse in gran parte dovuta all'incompetenza dei re Stuart.  Elton era famoso anche per il suo ruolo nel dibattito Carr-Elton, in cui difese l'interpretazione del diciannovesimo secolo della storia empirica e "scientifica" più famosa associata a Leopold von Ranke controLe opinioni di Edward Carr. Elton scrisse il suo libro del 1967 The Practice of History in gran parte in risposta al libro di Carr del 1961 Sei lezioni sulla storia.
Elton vedeva il dovere degli storici di raccogliere prove empiricamente e analizzare oggettivamente ciò che le prove hanno da dire. Come tradizionalista, ha posto grande enfasi sul ruolo degli individui nella storia invece che sulle forze astratte e impersonali. Per esempio, il suo libro del 1963 Reformation Europe è in gran parte interessato al duello tra Martin Lutero e il Sacro Romano Imperatore Carlo V d'Asburgo. Elton si è opposto agli sforzi interdisciplinari come gli sforzi per combinare la Storia con l'Antropologia o la Sociologia. Vedeva la storia politica come il tipo di storia migliore e più importante. Non aveva posto per coloro che guardano alla storia per creare miti, per creare leggi per spiegare il passato o per produrre teorie come il marxismo.

## Lavori pubblicati
- Ha curato la seconda edizione della raccolta The Tudor Constitution.
- The Tudor Revolution in Government: Administrative Changes in the Reign of Henry VIII , Cambridge University Press, 1953.
- England Under The Tudors , London: Methuen, 1955, edizione riveduta 1974, terza edizione 1991.
- ed. The New Cambridge Modern History: Volume 2, The Reformation, 1520-1559 , Cambridge: Cambridge University Press, 1958; 2ª ed. 1990; estratto
- Star Chamber Stories , Londra: Methuen, 1958.
- The Tudor Constitution: Documents and Commentary , Cambridge University Press, 1960; seconda edizione, 1982.
- Enrico VIII; Un saggio In Revision , London: Historical Association di Routledge & K. Paul, 1962.
- Reformation Europe, 1517-1559 , New York: Harper & Row, 1963.
- The Practice of History , Londra: Fontana Press, 1967.
- Renaissance and Reformation, 1300–1640 , a cura di GR Elton, New York: Macmillan, 1968.
- Il corpo dell'intero regno; Parlamento e rappresentanza nell'Inghilterra medievale e Tudor , Charlottesville: University Press of Virginia, 1969.
- Inghilterra, 1200-1640 , Ithaca: Cornell University Press, 1969.
- Modern Historians on British History 1485-1945: A Critical Bibliography 1945-1969 (Methuen, 1969), guida commentata a 1000 libri di storia su ogni argomento principale, oltre a recensioni di libri e importanti articoli accademici. online
- Storia politica: principi e pratica , Londra: Penguin Press / New York: Basic Books, 1970.
- Riforma e rinnovamento: Thomas Cromwell and the Common Weal , Cambridge: Cambridge University Press, 1973; ISBN 0521098092.
- Policy and Police: the Enforcement of the Reformation in the Age of Thomas Cromwell , Cambridge University Press, 1973.
- Studies in Tudor and Stuart Politics and Government: Papers and Reviews, 1945–1972 , 4 volumi, Cambridge University Press, 1974–1992.
- Bibliografia annuale della storia britannica e irlandese , Brighton, Sussex [Inghilterra]: Harvester Press / Atlantic Highlands, NJ: Humanities Press per la Royal Historical Society, 1976.
- Reform and Reformation: England 1509–1558 , London: Arnold, 1977.
- Legge inglese nel sedicesimo secolo: riforma in un'era di cambiamento , Londra: Selden Society, 1979.
- (scritto in collaborazione con Robert Fogel ) Quale strada verso il passato? Two Views of History , New Haven, CT: Yale University Press, 1983
- FW Maitland , Londra: Weidenfeld e Nicolson, 1985.
- The Parliament of England, 1559–1581 , Cambridge University Press, 1986.
- Ritorno a Essentials: Some Reflections on the Present State of Historical Study , Cambridge University Press, 1991.
- Thomas Cromwell , Headstart History Papers (a cura di Judith Loades), Ipswich, 1991.
- The English , Oxford: Blackwell, 1992.